# Autigny-la-Tour
Autigny-la-Tour je francouzská obec v departementu Vosges, v regionu Grand Est.

## Geografie
Obcí protéká řeka Vair.

## Historie
Území obce bylo osídleno už v římské době. Stála zde osada se jménem Attiniacus.

## Památky
- kostel Saint-Pient
- zámek ze 16. století, rekonstruován v 18. století, se zahradou ve francouzském stylu

## Vývoj počtu obyvatel
Počet obyvatel